# Dohrniphora fijiensis
Dohrniphora fijiensis är en tvåvingeart som beskrevs av Ronald Henry Lambert Disney 1990. Dohrniphora fijiensis ingår i släktet Dohrniphora och familjen puckelflugor.
Artens utbredningsområde är Fiji. Inga underarter finns listade i Catalogue of Life.